# Carl Plötz
Carl Plötz (ur. 1814, zm. 12 sierpnia 1886 w Greifswaldzie) – niemiecki entomolog, specjalizował się w motylach, szczególnie Hesperiidae. Był członkiem Stettiner Entomologische Verein.

## Prace
- Die Hesperiinen-Gattung Eudamus und ihre Arten. Stettiner entomologische Zeitung, Stettin, 42(1881): 500-504; 43 (1882)
- Die Hesperiinen Gattung Apaustus Hbn. und ihre Arten Stett. ent. Ztg 45 (4-6): 151-166
- System der Schmetterlinge. Mittheilungen aus dem naturwissentschaflichen Verein für Neu-Vorpommern und Rügen, Greifswald, 17: 485-528 (1886)